# Осада Неаполя (1528)
Осада Неаполя — неудачная осада в ходе Войны Коньякской лиги силами одноимённого союза, длившаяся с апреля по август 1528 года

## История
В апреле 1528 года французский полководец Оде де Фуа осадил город, а племянник Андреа Дориа Филиппино организовал морскую блокаду. На месте французского лагеря сейчас находится кладбище 366 впадин. Холм, на котором он стоял, теперь известен как Поджореале, но когда-то назывался Монте-ди-Леутрекко или Ло Трекко по итальянскому прозвищу де Фуа (бывшего виконтом де Лотрек). Позже оно было переименовано в «Тривичe», которое затем было неправильно транслитерировано на итальянский как «Тредичи».
К концу апреля вице-король Неаполя Уго де Монкада был убит двумя выстрелами из аркебузы и упал в море во время неудачной попытки прорвать морскую блокаду и достичь Салернского залива. Во время битвы был взят в плен Альфонсо Д’Авалос, который сыграл решающую роль в более поздних переговорах об измене Дориа. Император Священной Римской империи Карл V назначил новым вице-королём Филибера де Шалона.
22 мая Орацио ди Джампаоло Бальони и его «Черные отряды» попали в засаду отряда ландскнехтов у реки Себето, Бальони был убит ударом пики. 4 июля Дориа снял морскую блокаду после того, как Генуя перешла на сторону Священной Римской империи. Летом 1528 года де Фуа разрушил акведук Болла, чтобы заставить гарнизон Неаполя капитулировать. Однако это превратило прилегающие районы в болота, которые в сочетании с летней жарой вызвали эпидемию среди французских войск. Многие погибли, в том числе сам де Фуа 15 августа, передав командование французскими войсками Людовику Лотарингскому, который также умер от болезни несколько дней спустя, передав командование маркизу Салуццо Микеле Антонио.
Французы отказались от осады в конце августа и попытались отступить к Аверсе, но были перехвачены имперскими войсками, захватившими Карла Наваррского и известного военного инженера Педро Наварро. Наварро был заключен в тюрьму в Кастель-Нуово, где в том же месяце был задушен или повешен.